# Shari Bossuyt

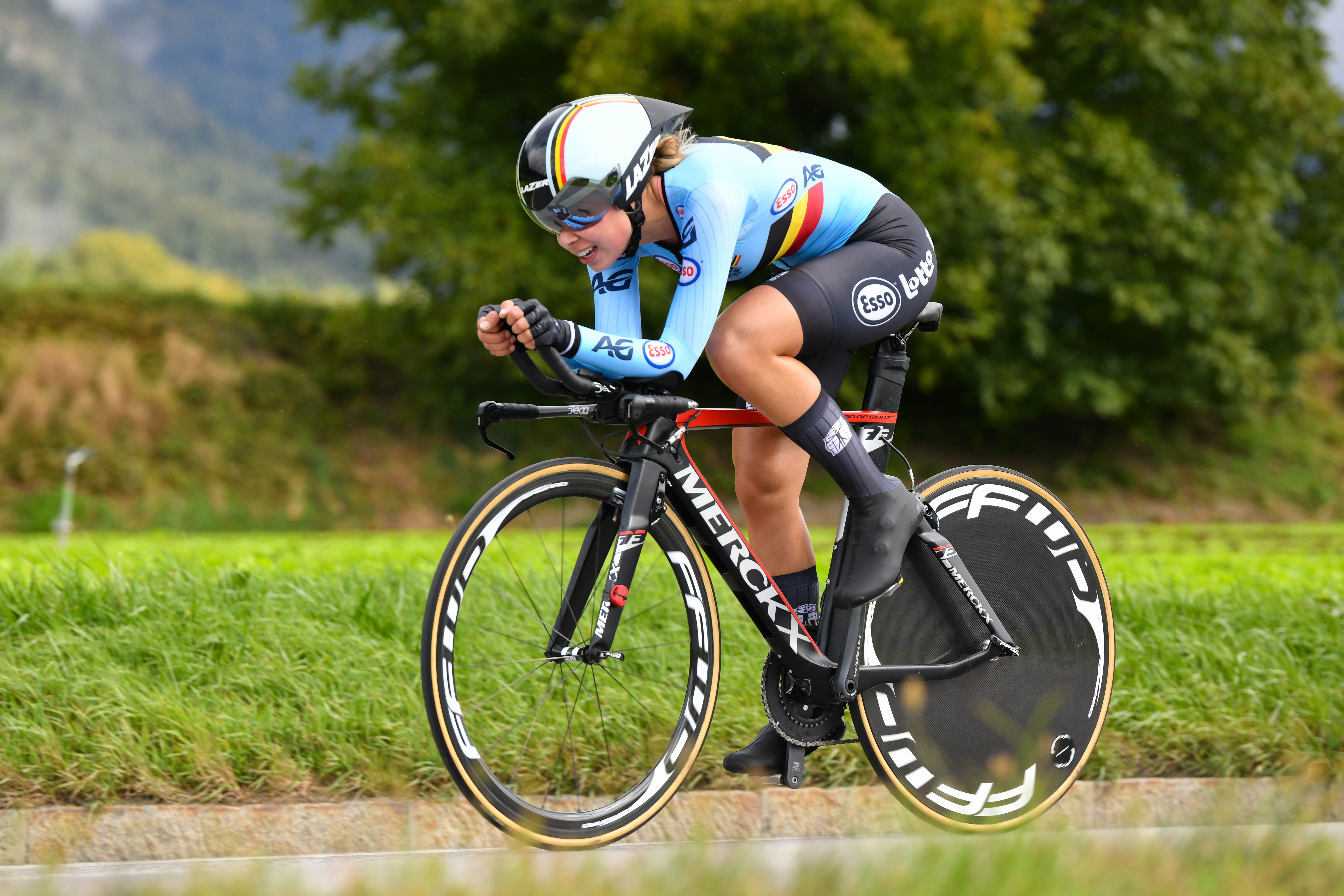
Bossuyt im Einzelzeitfahren bei den Straßenweltmeisterschaften 2018

Shari Bossuyt (* 5. September 2000 in Kortrijk) ist eine belgische Radsportlerin, die auf Bahn und Straße aktiv ist.

## Sportliche Laufbahn
2015 und 2016 errang Shari Bossuyt mehrere Titel als belgische Jugendmeisterin auf der Bahn sowie in den beiden Jahren den Titel im Einzelzeitfahren auf der Straße. 2017 wurde sie belgische Meisterin der Juniorinnen im Omnium sowie im Einzelzeitfahren. Sie startete bei den Straßen-Europameisterschaften, belegte im Einzelzeitfahren Platz acht und im Straßenrennen Platz 14. Bei den Straßenweltmeisterschaften im selben Jahr wurde sie im Einzelzeitfahren ebenfalls Achte. Bei den Bahnweltmeisterschaften der Junioren wurde sie Dritte im Punktefahren; bei der Junioren-Europameisterschaft holte sie drei Mal Silber, im Scratch, Omnium und im Ausscheidungsfahren. Auf der Straße gewann sie 2018 eine Etappe und die Punktewertung des Omloop van Borsele (Juniorinnen) sowie beide Einzeltitel der Juniorinnen auf der Straße. Im Jahr darauf holte sie Bronze bei den U23-Europameisterschaften im Punktefahren.
Ebenfalls 2019 wurde Shari Bossuyt belgische Meisterin im Omnium der Elite. Bei den U23-Europameisterschaften 2020 belegte sie im Punktefahren Rang zwei, ebenso bei den Europameisterschaften der Elite im Jahr darauf. 2022 wurde sie U23-Europameisterin im Ausscheidungsfahren. Bei den  Weltmeisterschaften holte sie gemeinsam mit Lotte Kopecky den Titel im Zweier-Mannschaftsfahren.
Im Dezember 2022 stürzte Bossuyt bei einem Training auf der Bahn und brach sich das Schlüsselbein. Im März 2023 wurde sie positiv auf das Medikament Letrozol getestet; sie wurde von ihrem Team Canyon SRAM Racing suspendiert. Bossuyt bestritt, dieses Medikament wissentlich zu sich genommen zu haben. Sie wurde für zwei Jahre gesperrt und verpasste die Olympischen Spiele 2024 in Paris.

## Erfolge

### Bahn
2015
- Belgische Jugend-Meisterin – Sprint, Keirin, 5000-Meter-Zeitfahren, Punktefahren, Scratch, Omnium

2016
- Belgische Jugend-Meisterin – Einerverfolgung, Scratch, 500-Meter-Zeitfahren, Punktefahren, Omnium

2017
- Belgische Junioren-Meisterin – Omnium

2018
- Junioren-Weltmeisterschaft – Punktefahren
- Junioren-Europameisterschaft – Scratch, Omnium, Ausscheidungsfahren
- eine Etappe Omloop van Borsele (Junioren)

2019
- U23-Europameisterschaft – Punktefahren
- Belgische Meisterin – Omnium

2020
- U23-Europameisterschaft – Punktefahren

2021
- Europameisterschaft – Punktefahren

2022
- Belgische Meisterin – Ausscheidungsfahren
- U23-Europameisterin – Ausscheidungsfahren
- Weltmeisterin – Zweier-Mannschaftsfahren (mit Lotte Kopecky)

### Straße
2015
- Belgische Jugend-Meisterin – Einzelzeitfahren

2016
- Belgische Jugend-Meisterin – Einzelzeitfahren

2017
- Belgische Junioren-Meisterin – Einzelzeitfahren

2018
- eine Etappe und Punktewertung Omloop van Borsele (Junioren)
- Belgische Junioren-Meisterin – Einzelzeitfahren, Straßenrennen

2021
- eine Etappe Watersley Womens Challenge

2023
- eine Etappe Tour de Normandie Féminin